# Chloraea apinnula
Chloraea apinnula es una especie de orquídea de hábito terrestre originaria de la región del Maule, Chile.

## Descripción
Es una planta herbácea, que alcanza una altura de entre 30 y 60 cm. Presenta raíces cuya forma es cilíndrica, de un tamaño aproximado de entre 10 y 15 cm de largo, por 0,5 a 0,8 cm de ancho. Sus hojas basales son de forma oblongo-lanceolada, de unos 10 a 20 cm de largo y  2 a 3 cm de ancho. Sus flores son de color verde pálido brillante, con la nervadura reticulada más oscura y notoria.
Su inflorescencia presenta de 5 a 10 flores en la misma espiga, cada una de las cuales presenta brácteas de forma lanceolada muy acuminadas. Su sépalo dorsal es de forma lanceolada y acuminada. El labelo presenta tres lóbulos, con una estructura larga central. Los lóbulos laterales son blancos con pequeñas verrugas de color verde oscuro. El lóbulo central es más largo y ancho, y presenta una cubierta densa de verrugas de color verde-negruzco.

## Taxonomía
Chloraea apinnula fue descrita por (Gosewijn) Szlach. y publicado en Polish Botanical Journal 46(1): 20. 2001.
Etimología
Ver: Chloraea
Sinonimia
- Bipinnula apinnula Gosewijn, Gayana, Bot. 50: 11 (1993).
- Ulantha apinnula (Gosewijn) Szlach., Acta Soc. Bot. Poloniae 77: 115 (2008).[2]